# Hán tứ quận
Bốn quận của nhà Hán (tiếng Trung: 漢四郡, Hán tứ quận, tiếng Hàn Quốc: 한사군, Hansagun) là danh xưng dùng để chỉ một vùng đất mà nhà Hán chinh phục của Vệ Mãn Triều Tiên vào đầu thế kỷ thứ 2 trước Công nguyên nằm ở phía Bắc bán đảo Triều Tiên và một phần của bán đảo Liêu Đông. Sau khi chiếm được vùng này, Hán Vũ Đế đã cho thiết lập bộ máy hành chính quân sự rồi chia thành 4 quận là Lạc Lãng, Lâm Đồn, Huyền Thố và Chân Phiên. Các quận này được thiết lập để kiểm soát dân cư trong khu vực cũng như phía nam về phía sông Hán với trung tâm đặt tại quận Lạc Lãng, gần với Bình Nhưỡng ngày nay, nơi mà trước đây nằm dưới sự kiểm soát của Cổ Triều Tiên. Vị trí chính xác của các quận khác còn đang tranh cãi.
Người Hán hiện diện trong vùng này tiếp tục trong 400 năm sau đó. Như trung tâm hành chính ở Lạc Lãng, người Hán đã cho xây dựng tương tự như một thành trì Trung Quốc, nơi các quan lại và dân cư sinh sống. Chính quyền của họ đã tác động đáng kể trên đời sống của dân bản địa và hơn nữa những công trình của xã hội Cổ Triều Tiên bị xói mòn. Hán tứ quận kết thúc khi Cao Câu Ly về sau bắt đầu từ từ xâm chiếm các quận và cuối cùng sáp nhập chúng vào lãnh thổ của mình.

## Các quận
- Lạc Lãng (tiếng Trung: 樂浪郡, Lạc Lãng quận, tiếng Hàn Quốc: 낙랑군/락랑군, Nakranggun/Takranggun; 108 TCN-313 CN):[6] 25 tỉnh, 62,812 hộ gia đình, dân số 406.748 người.
- Lâm Đồn (tiếng Trung: 臨屯郡, Lâm Đồn quận, tiếng Hàn Quốc: 임둔군, Imdungun; BC 107 ~ BC 82)
- Huyền Thố (tiếng Trung: 玄菟郡, Huyện Thổ quận, tiếng Hàn Quốc: 현도군, Hyeondogun; BC 107 ~AD 302)[7], 3 tỉnh 45,006 hộ gia đình, dân số  221,845.
- Chân Phiên (tiếng Trung: 真番郡, Chân Phiên quận, tiếng Hàn Quốc: 진번군, Jinbeongun; BC 107 ~ BC 82)

Một quận về sau được tách ra khỏi Lạc Lãng là quận Đới Phương (tiếng Trung: 帶方郡, Đới Phương quận, tiếng Hàn Quốc: 대방군, Daebanggun; AD 204 ~ AD 313)

## Bản đồ

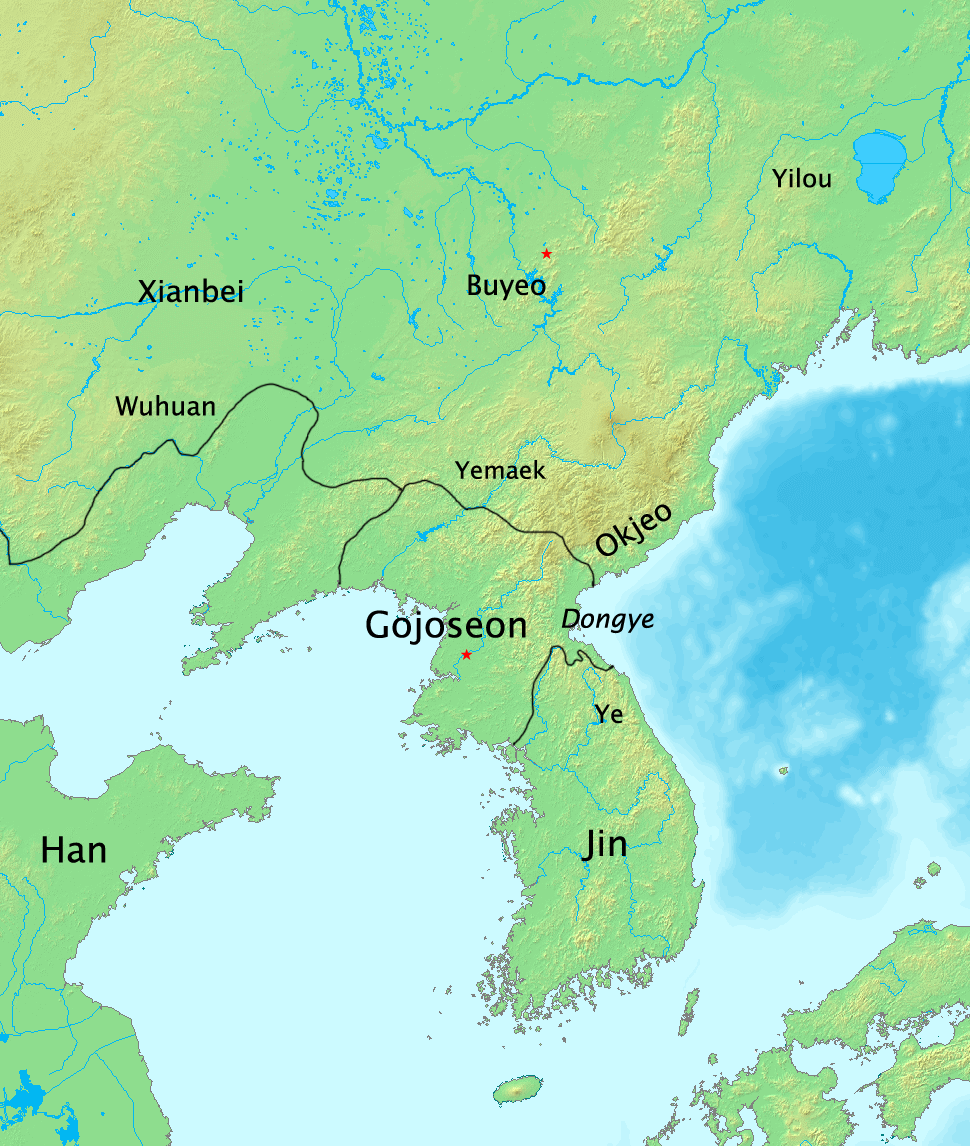
Cổ Triều Tiên năm 108 TCN, trước khi bị phá hủy bởi nhà Hán
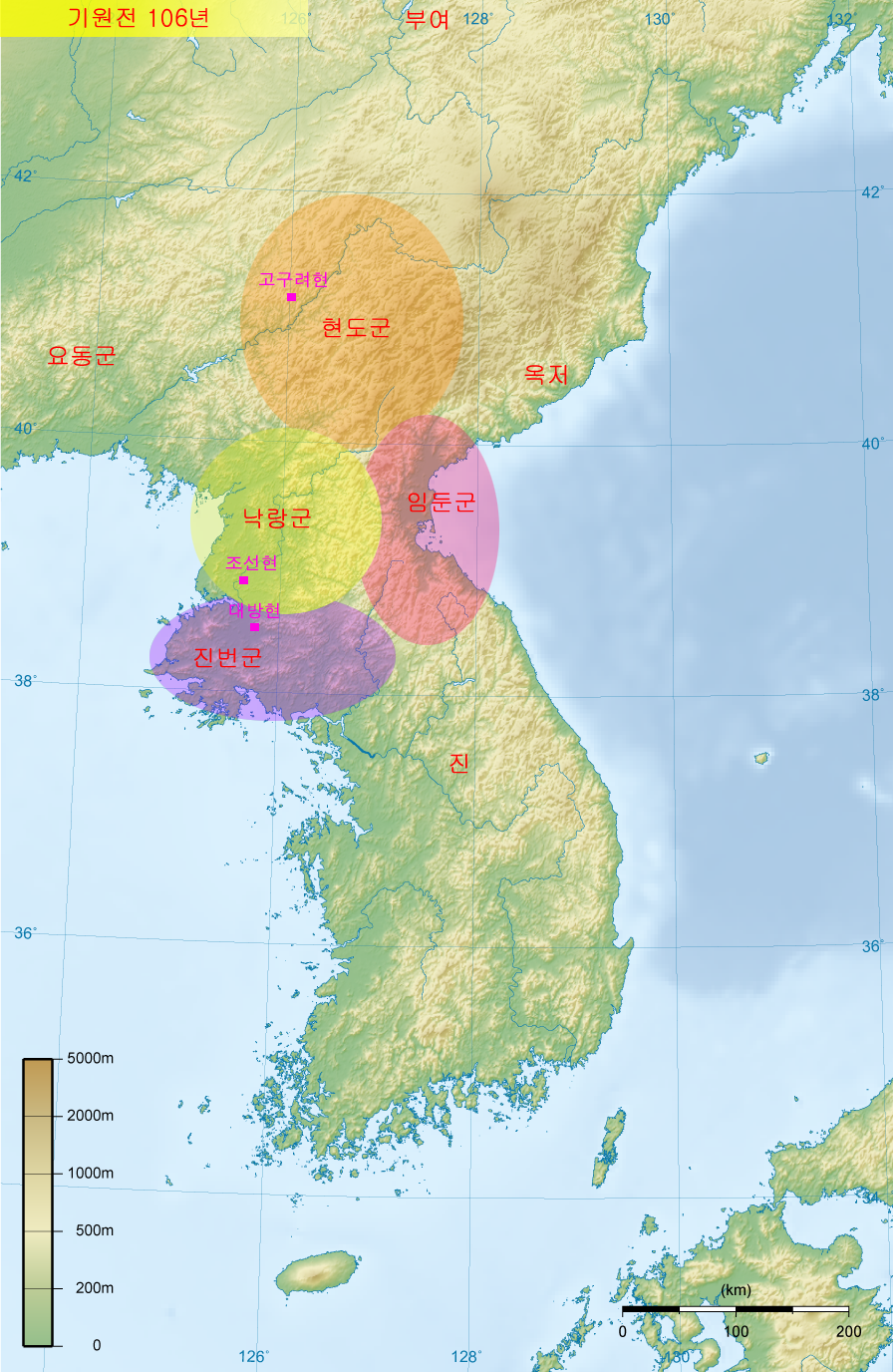
Nhà Hán tiêu diệt Vệ Mãn Triều Tiên và thiết lập 4 Quận
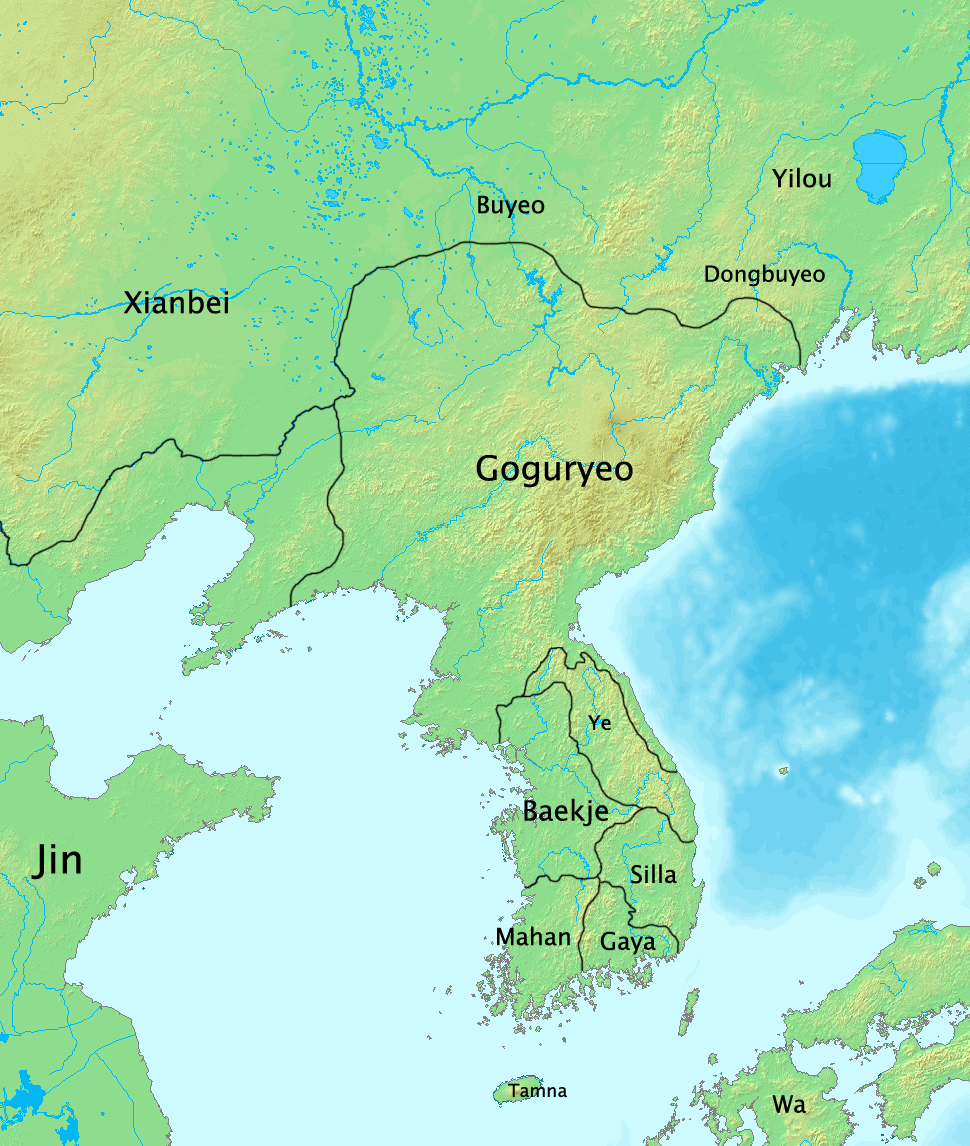
Bán đảo Triều Tiên năm 315 khi Cao Câu Ly khôi phục lãnh thổ Cổ Triều Tiên